# Pływanie na otwartym akwenie na Igrzyskach Ameryki Południowej 2018
Pływanie na otwartym akwenie na Igrzyskach Ameryki Południowej 2018 odbyło się 1 czerwca 2018 roku na sztucznym zbiorniku Represa La Angostura – Cabaña Chillijchi w pobliżu gospodarza zawodów, boliwijskiego miasta Cochabamba.
Zarówno mężczyźni, jak i kobiety rywalizowali w jednej konkurencji – wyścigu na 10 kilometrów. Każdy kraj mógł wystawić maksymalnie po dwoje minimum siedemnastoletnich zawodników każdej płci. Oba złote medale zdobyli reprezentacji Ekwadoru.

## Podsumowanie

### Klasyfikacja medalowa
| Klasyfikacja medalowa | Klasyfikacja medalowa | Klasyfikacja medalowa | Klasyfikacja medalowa | Klasyfikacja medalowa | Klasyfikacja medalowa |
| Miejsce               | Państwo               | Złoto                 | Srebro                | Brąz                  | Razem                 |
| --------------------- | --------------------- | --------------------- | --------------------- | --------------------- | --------------------- |
| 1                     | Ekwador               | 2                     | 0                     | 1                     | 3                     |
| 2                     | Wenezuela             | 0                     | 1                     | 1                     | 2                     |
| 3                     | Argentyna             | 0                     | 1                     | 0                     | 1                     |
| Razem                 | Razem                 | 2                     | 2                     | 2                     | 6                     |

### Medaliści
| Konkurencja    | 1. miejsce       | 1. miejsce | 2. miejsce          | 2. miejsce | 3. miejsce     | 3. miejsce |
| Konkurencja    | Zawodnik         | Czas       | Zawodnik            | Czas       | Zawodnik       | Czas       |
| -------------- | ---------------- | ---------- | ------------------- | ---------- | -------------- | ---------- |
| 10 km mężczyzn | Esteban Enderica | 1:52:01,52 | Diego Vera          | 1:52:19,89 | Wilder Carreño | 1:54:50,94 |
| 10 km kobiet   | Samantha Arévalo | 2:05:49    | Romina Imwinkelried | 2:06:47    | Nataly Caldas  | 2:10:25    |